# Mario Martos Serrano
Mario Martos Serrano futbolista español que juega de delantero y milita en el Real Jaén de la Tercera División de España.

## Trayectoria
En la temporada 2011/2012 teniendo ficha con el equipo B entrena habitualmente con el primer equipo. Su debut en 2ªB se produce el 30/10/11 durante la jornada 11 en la derrota por 2-0 frente a la Real Balompédica Linense, salta al terreno de juego en el minuto 72 sustituyendo a Pedrito (Pedro Manuel Vallejos García). Su primer gol lo logra en la última jornada liguera, el 13 de mayo de 2012 en la victoria por 4-1 frente al Sevilla Atlético.
En la temporada 2012/2013 pasa a ser miembro de la primera plantilla. Disputa 34 partidos (16 partiendo de titular), casi todos como mediapunta y logra 4 goles. El 28/11/12 disputa como titular el partido de Copa del Rey en el Vicente Calderón frente al Atlético de Madrid. Llega al final de temporada en un gran estado de forma, lo que le lleva a ser titular en los 6 partidos de fase de ascenso a 2ª División en la que logra ascender de categoría.
En el mercado de invierno de la temporada 2013/14, el Real Jaén y Unión Deportiva Almería "B" acordaron la cesión hasta el final de la temporada, con opción de compra a favor del club rojiblanco del centrocampista, quien había disputado en esta temporada 1 partido en Segunda División A (6 minutos) y 1 encuentro de Copa (30 minutos).
Para la temporada 2014/2015 regresa a su club de origen, el Real Jaén en Segunda División B. Terminando la Temporada en Unión Deportiva Almería "B".
En la temporada 2015/2016, es fichado en Chipre por el equipo Olympiakos Nicosia FC para jugar en 2ª división.
Al comienzo de la temporada 2016/2017 es fichado por el equipo andaluz Linares Deportivo.
En la actual temporada 2017/2018 es fichado en Grecia por el equipo O. F. I. Creta de la 2ª división.

## Clubes
| Club                  | País   | Div          | Temporada | Part.Jugados | Min. Jugados | Goles |
| --------------------- | ------ | ------------ | --------- | ------------ | ------------ | ----- |
| Real Jaén Juvenil     | España |              | 2007-2010 |              |              |       |
| Real Jaén "B"         | España | 2ªB          | 2011-2012 | 5            | 91           | 1     |
| Real Jaén "B"         | España | 2ªB          | 2012-2013 | 26           | 1002         | 3     |
| Real Jaén             | España | 2ª           | 2013-2014 | 1            | 5            |       |
| UD Almería "B"        | España | 2ªB          | 2013-2014 | 17           | 1293         | 2     |
| Real Jaén             | España | 2ªB          | 2014-2015 | 11           | 291          | 1     |
| UD Almería "B"        | España | 2ªB          | 2014-2015 | 12           | 666          | 2     |
| Olympiakos Nicosia CF | Chipre | 2ª           | 2015-2016 |              |              |       |
| Linares Deportivo     | España | 2ªB          | 2016-2017 |              |              |       |
| O. F. I. Creta        | Grecia | Beta Ethniki | 2017      |              |              |       |
| Real Jaén             | España | 3ª           | 2018-     |              |              | 1     |